# Claire Buhrfeindová
Claire Buhrfeindová (* 3. srpna 1998 Plano, Texas) je americká reprezentantka ve sportovním lezení, mistryně USA v lezení na rychlost, juniorská mistryně světa v lezení na obtížnost a v boulderingu, zlato i stříbro získala také na panamerickém mistrovství juniorů v lezení na obtížnost.

## Výkony a ocenění
- 2016: nominace na světové hry 2017 v polské Vratislavi
- 2017: dvojnásobná juniorská mistryně světa

### Závodní výsledky
| Světové hry | Světové hry |
| Rok         | 2017        |
| ----------- | ----------- |
| Obtížnost   | 8           |

| Mistrovství světa | Mistrovství světa |
| Rok               | 2016              |
| ----------------- | ----------------- |
| Obtížnost         | 7-8               |
| Rychlost          | 24                |
| Bouldering        | 41-42             |

| Světový pohár | Světový pohár | Světový pohár | Světový pohár | Světový pohár |
| Rok           | 2014          | 2015          | 2016          | 2017          |
| ------------- | ------------- | ------------- | ------------- | ------------- |
| Obtížnost     | 32            | —             | 57-59         | x             |
| jednotlivě*   | ,14,          | —             | ,31,26,       | ,16,          |
|               |               |               |               |               |
| Rychlost      | —             | —             | —             | 57-59         |
| jednotlivě*   | —             | —             | —             | ,23,          |
|               |               |               |               |               |
| Bouldering    | 57-60         | ,45-46,       | 0             | —             |
| jednotlivě*   | ,35,19,       | ,19,          | ,36,          | —             |
|               |               |               |               |               |
| Kombinace     | 27            | —             | —             | x             |

* Poznámka: nalevo jsou poslední závody v roce
| Mistrovství USA | Mistrovství USA | Mistrovství USA | Mistrovství USA | Mistrovství USA |
| Rok             | 2014            | 2015            | 2016            | 2017            |
| --------------- | --------------- | --------------- | --------------- | --------------- |
| Obtížnost       | 3               | 3               |                 |                 |
| Rychlost        |                 |                 | 1               | 1               |
| Bouldering      |                 |                 | 3               |                 |

| Mistrovství světa juniorů | Mistrovství světa juniorů |
| Rok                       | 2017 juniorky             |
| ------------------------- | ------------------------- |
| Obtížnost                 | 1                         |
| Rychlost                  | 4                         |
| Bouldering                | 1                         |
| Kombinace*                | 5                         |

* v roce 2017 se na MSJ lezlo ještě navíc finále v kombinaci podle olympijského formátu (pořadí třech disciplín se násobilo)
| Panamerické mistrovství juniorů | Panamerické mistrovství juniorů | Panamerické mistrovství juniorů | Panamerické mistrovství juniorů |
| Rok                             | 2012 kat. B                     | 2014 kat A.                     | 2017 juniorky                   |
| ------------------------------- | ------------------------------- | ------------------------------- | ------------------------------- |
| Obtížnost                       | 1-3                             | 2                               | 1                               |
| Rychlost                        | —                               | 10                              | 2                               |
| Bouldering                      | 4                               | 4                               | 3                               |